# Hitotsume-kozō

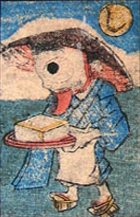
Carta obake karuta del Periodo Edo mostrando un hitotsume-kozō

El Hitotsume-kozō es un yokai de un solo ojo del folklore japonés. Aparecen como niños de unos diez años de edad, o semejantes a un monje budista. Sin embargo, su característica más llamativa y distintiva es un solo ojo gigantesco en el centro de la cara.

## Comportamiento
Son criaturas relativamente benignas que suelen contentarse con correr asustando a los humanos o bien diciéndole a la gente ruidosa que estén en silencio (disfrutan el silencio). A pesar de esto, mucha gente considera que un encuentro con un duende de un solo ojo como un mal presagio. Por esta razón, los supersticiosos a veces dejan cestas de bambú frente a sus casas, pues se supone que eso los ahuyenta.